# Deck the Halls
Deck the Halls, (Titulada en español: Un vecino con pocas luces en España y Una Navidad muy prendida en Hispanoamérica) Es una película estadounidense de 2006, dirigida por John Whitesell y estrenada el 22 de noviembre de 2006 en Estados Unidos y el 5 de  enero de 2007 en España.

## Argumento
En el pueblo ficticio de Cloverdale, Massachusetts, el optometrista y autoproclamado experto en Navidad, Steve Finch (Matthew Broderick) quiere que su familia tenga una gran Navidad, llena de tradiciones como el uso de un calendario de Adviento, hacerse fotos de Navidad con jerséis a juego y comprar un gran árbol.
En mitad de la noche del 1 de diciembre unos nuevos vecinos se mudan al otro lado de la calle: el vendedor de coches e ingeniero eléctrico Buddy Hall (Danny DeVito)  y su esposa, Tia, a quienes Steve y su mujer Kelly conocen a la mañana siguiente. Ese mismo día, Kelly, su hija Madison y su hijo Carter van a la casa de los Hall, donde conocen a las gemelas adolescentes de los Hall; Ashley y Emily. Tia y Kelly se hacen inmediatamente amigas, al igual que Ashley, Emily y Madison.
Buddy va a trabajar como vendedor de vehículos usados, donde consigue vender un coche al dueño del concesionario, lo que le da un ascenso. Esa noche, Buddy se queja a Tia de que, aunque puede vender cualquier cosa, se aburre fácilmente. Tras descubrir que el barrio se puede ver en fotos de satélite a través de un sitio web llamado MyEarth (aparentemente una parodia de Google Earth), pero que su casa no es visible, Buddy decide hacerla visible utilizando luces de Navidad. A medida que su exhibición se hace más grande, incluyendo animales vivos, Buddy se vuelve más conocido en la ciudad, enfadando a Steve y amenazando su posición como el "chico de la Navidad".
La envidia de Steve hacia Buddy aumenta. En varios incidentes, la foto de la tarjeta de Navidad de Steve se arruina cuando dos de los caballos asilvestrados fonofóbicos de Buddy se asustan con las campanas del trineo y llevan a Steve a dar un paseo salvaje lo que provoca que caiga a un lago congelado, las puertas de su coche son arrancadas durante uno de los espectáculos de luces de Buddy, y su terreno privado de árboles de Navidad es destruido por un incendio cuando Buddy derrama accidentalmente gasolina con su motosierra. Finalmente, la casa de Buddy se ilumina por completo e incluso se sincroniza con la música. Steve consigue sabotear las luces de Buddy llenando su caja de fusibles con nieve, pero un generador de reserva frustra su plan. Buddy descubre el sabotaje y toma represalias robando el árbol de Navidad del pueblo, poniéndolo en la casa de Steve y "comprándole" un coche.
Buddy y Steve hacen una apuesta: si Steve vence a Buddy en la carrera de patinaje de invierno, entonces Buddy quitaría las luces, y si Buddy vence a Steve, este pagaría el coche. Buddy gana, lo que provoca que Steve grite a Buddy llamándolo Don Nadie, ya que su casa sigue sin ser visible desde el espacio. Molesto, Buddy lo compensa comprando una gran cantidad de luces LED programables, que paga empeñando un caro jarrón de la herencia de Tia, y esta y las chicas se marchan.
Tras haber tenido suficiente, Steve compra varios fuegos artificiales, incluido el "Atomic Warlord", un gran cohete ilegal de grado militar, a un gánster, e intenta destruir la casa de los Hall. El cohete falla, incendiando el árbol de Navidad del pueblo, y la familia de Steve se marcha, pero no antes de que Kelly regañe a Steve por ignorar a sus hijos para centrarse en su disputa con Buddy.
Steve descubre que Buddy ha estado robando su energía para las luces de su casa. Sin embargo, después de ver a Buddy quitando sus luces, Steve arrepentido lo perdona. Los dos olvidan su rivalidad y construyen un “país de las maravillas del invierno” con todas las luces de Buddy. Atraen a Tia, Kelly y los niños a casa y todos se sientan a comer una comida preparada por Steve y Buddy.
Pronto, todo el pueblo llega al hogar de Buddy para ayudarlo a poner las luces a tiempo para un reportaje de la MTV. No funcionan, y todos cantan villancicos y utilizan sus teléfonos móviles como linternas. Mientras cantan, Steve acepta la oferta de Buddy de ser su amigo, y Carter se da cuenta de que las luces no funcionan porque uno de los enchufes no está bien conectado. Lo inserta, consiguiendo que las luces brillen con fuerza durante la noche. SuChin Pak, que hace el reportaje de la MTV, obtiene la confirmación de MyEarth de que la casa es efectivamente visible desde el espacio, y el público lo celebra.

## Reparto
| Actor             | Personaje     |
| ----------------- | ------------- |
| Matthew Broderick | Steve Finch   |
| Kristin Davis     | Kelly Finch   |
| Dylan Blue        | Carter Finch  |
| Alia Shawcat      | Madison Finch |
| Danny DeVito      | Buddy Hall    |
| Kristin Chenoweth | Tia Hall      |
| Kal Penn          | Amit Sayid    |
| Jackie Burroughs  | Mrs. Ryor     |
| Sean O´Bryan      | Mayor young   |
| Ryan Devlin       | Bob Murray    |
| Garry Chalk       | Sheriff Dave  |

## Recepción crítica y comercial
Según la página de Internet Rotten Tomatoes la película recibió un 6% de comentarios positivos, llegando a la siguiente conclusión: "Basada en un humor y un argumento realmente absurdos, "Deck the Halls" es una película navideña innecesariamente mezquina que hace poco para poner a los espectadores en un estado de ánimo navideño."
Según la página de Internet Metacritic, la película recibió críticas negativas, con un 28 %, basado en 22 comentarios de los cuales 2 son positivos.
La película recaudó un total de 47,2 millones de dólares: 35,1 millones de dólares en Norteamérica y 12,1 millones de dólares en otros territorios, frente a un presupuesto de 51 millones de dólares, lo que la convierte en un fracaso de taquilla donde sólo recuperó el 91,8 % de su presupuesto total.

## Premios

### Premios Razzie
| Categoría              | Persona                | Resultado |
| ---------------------- | ---------------------- | --------- |
| Peor película familiar | Peor película familiar | Candidata |
| Peor actor de reparto  | Danny DeVito           | Candidato |
| Peor actriz de reparto | Kristin Chenoweth      | Candidata |

## DVD
Un vecino con pocas luces salió a la venta el 18 de diciembre de 2007 en España, en formato DVD. El disco contiene comentarios en audio de John Whitesell y Danny DeVito, entrevistas con el reparto, escenas eliminadas y 41 tomas falsas.